# Désiré Bastin
Désiré Bastin (ur. 4 marca 1900 w Antwerpii, zm. 18 kwietnia 1971) – belgijski piłkarz występujący podczas kariery na pozycji napastnika. Złoty medalista z Antwerpii.

## Życiorys
Bastin większość swojej kariery spędził w Royal Antwerp FC. Zdobył z nimi dwa mistrzostwa Belgii.
Debiut w reprezentacji Belgii zaliczył 31 sierpnia 1920 roku w półfinałowym meczu Letnich Igrzysk Olimpijskich z reprezentacją Holandii. Belgowie wygrali ten mecz, a następnie cały turniej. Pierwsze trafienie w meczu kadry zaliczył 26 maja 1929 roku w wygranym 4:1 meczu z reprezentacją Francji. Strzelił w tym meczu także drugiego gola. Ogólnie w kadrze zdobył 7 bramek w 35 meczach.

### Występy w reprezentacji w danym roku
| Reprezentacja | Rok     | Mecze | Bramki |
| ------------- | ------- | ----- | ------ |
| Belgia        | 1920    | 2     | 0      |
| Belgia        | 1921    | 2     | 0      |
| Belgia        | 1922    | 2     | 0      |
| Belgia        | 1923    | 6     | 0      |
| Belgia        | 1924    | 6     | 0      |
| Belgia        | 1925    | 2     | 0      |
| Belgia        | 1926    | 1     | 0      |
| Belgia        | 1927    | 1     | 0      |
| Belgia        | 1928    | 1     | 0      |
| Belgia        | 1929    | 1     | 2      |
| Belgia        | 1930    | 9     | 4      |
| Belgia        | 1932    | 2     | 1      |
| Ogólnie       | Ogólnie | 35    | 7      |